# Irak az 1988. évi nyári olimpiai játékokon
Irak a dél-koreai Szöulban megrendezett 1988. évi nyári olimpiai játékok egyik részt vevő nemzete volt. Az országot az olimpián 5 sportágban 27 sportoló képviselte, akik érmet nem szereztek.

## Asztalitenisz
Férfi
| Versenyző       | Versenyszám | Csoportkör | Csoportkör | Nyolcaddöntő      | Negyeddöntő       | Elődöntő          | Döntő             | Helyezés |
| Versenyző       | Versenyszám | Ellenfél Eredmény | Hely.      | Ellenfél Eredmény | Ellenfél Eredmény | Ellenfél Eredmény | Ellenfél Eredmény | Helyezés |
| --------------- | ----------- | --- | ---------- | ----------------- | ----------------- | ----------------- | ----------------- | -------- |
| Abdul Wahab Ali | Egyes       | C csoport · Csen Lung-can (Chen Longcan) (CHN) · 0:3 · Lou Chűn-szung (Lo Chuen Tsung) (HKG) · 0:3 · Vu Ven-csia (Wu Wen-Chia) (TPE) · 0:3 · Harczi Zsolt (HUN) · 0:3 · Yomi Bankole (NGR) · 1:3 · Alain Choo Choy (MRI) · 3:1 · Yi Ding (AUT) · 0:3 | 7.         | kiesett           | kiesett           | kiesett           | kiesett           | 49.      |

## Atlétika
Férfi
| Versenyző                 | Versenyszám | Előfutam | Előfutam | Előfutam | Negyeddöntő | Negyeddöntő | Negyeddöntő | Elődöntő | Elődöntő | Elődöntő | Döntő   | Döntő    |
| Versenyző                 | Versenyszám | Idő      | Hely.    | Össz.    | Idő         | Hely.       | Össz.       | Idő      | Hely.    | Össz.    | Idő     | Helyezés |
| ------------------------- | ----------- | -------- | -------- | -------- | ----------- | ----------- | ----------- | -------- | -------- | -------- | ------- | -------- |
| Aouf Abdul Rahman Youssef | 200 m       | 21,88    | 6.       | 50.*     | kiesett     | kiesett     | kiesett     | kiesett  | kiesett  | kiesett  | kiesett | kiesett  |
| Aouf Abdul Rahman Youssef | 400 m       | 47,45    | 7.       | 45.      | kiesett     | kiesett     | kiesett     | kiesett  | kiesett  | kiesett  | kiesett | kiesett  |
| Nagi Ghazi Moursine       | 110 m gát   | 14,46    | 5.       | 31.      | 14,47       | 7.          | 29.*        | kiesett  | kiesett  | kiesett  | kiesett | kiesett  |

* - egy másik versenyzővel azonos eredményt ért el

## Birkózás
Kötöttfogású
| Versenyző       | Versenyszám | Vigaszágas kiesés | Vigaszágas kiesés | Helyosztók        | Helyosztók                                   | Bronz- mérkőzés   | Döntő             | Helyezés    |
| Versenyző       | Versenyszám | Vigaszágas kiesés | Vigaszágas kiesés | 7. helyért        | 5. helyért                                   | Bronz- mérkőzés   | Döntő             | Helyezés    |
| Versenyző       | Versenyszám | Ellenfél Eredmény | Hely.             | Ellenfél Eredmény | Ellenfél Eredmény                            | Ellenfél Eredmény | Ellenfél Eredmény | Helyezés    |
| --------------- | ----------- | --- | ----------------- | ----------------- | -------------------------------------------- | ----------------- | ----------------- | ----------- |
| Ghazi Salah     | 57 kg       | B csoport · Adrian Ponce (MEX) · 15–8 · Patrice Mourier (FRA) · sérülés · a 3. fordulóban erőnyerő · Sike András (HUN) · 0–16 · Jang Csang-ling (Yang Changling) (CHN) · 2–10 | 3.                |                   | Ho Bjongho (Heo Byeong-Ho) (KOR) · kétvállas |                   |                   | 6.          |
| Farhan Mohammed | 130 kg      | B csoport · Degucsi Kazuja (JPN) · passzivitás · Hassan El-Haddad (EGY) · passzivitás                                                                                         | 6.                | kiesett           | kiesett                                      | kiesett           | kiesett           | helyezetlen |

Szabadfogású
| Versenyző        | Versenyszám | Vigaszágas kiesés                                                                                  | Vigaszágas kiesés | Helyosztók        | Helyosztók        | Bronz- mérkőzés   | Döntő             | Helyezés    |
| Versenyző        | Versenyszám | Vigaszágas kiesés                                                                                  | Vigaszágas kiesés | 7. helyért        | 5. helyért        | Bronz- mérkőzés   | Döntő             | Helyezés    |
| Versenyző        | Versenyszám | Ellenfél Eredmény                                                                                  | Hely.             | Ellenfél Eredmény | Ellenfél Eredmény | Ellenfél Eredmény | Ellenfél Eredmény | Helyezés    |
| ---------------- | ----------- | -------------------------------------------------------------------------------------------------- | ----------------- | ----------------- | ----------------- | ----------------- | ----------------- | ----------- |
| Fayadh Minati    | 52 kg       | B csoport · Tserenbaataryn Enkhbayar (MGL) · 7–12 · Oscar Muñoz (COL) · 1–8                        | 10.               | kiesett           | kiesett           | kiesett           | kiesett           | helyezetlen |
| Haitham Jibara   | 74 kg       | A csoport · David Harmon (IRL) · 16–0 · Adlan Varajev (URS) · 0–9 · Claudiu Tămăduianu (ROU) · 4–7 | 8.                | kiesett           | kiesett           | kiesett           | kiesett           | helyezetlen |
| Mohammed Jabouri | 82 kg       | B csoport · Hans Gstöttner (GDR) · 0–15 · Jouni Ilomäki (FIN) · 0–7                                | 12.               | kiesett           | kiesett           | kiesett           | kiesett           | helyezetlen |

## Labdarúgás
| Iraki labdarúgócsapat-játékoskeret | Iraki labdarúgócsapat-játékoskeret |
| --- | --- |
| - Adnan Dirjal - Ahmed Radhi - Ahmed Mohamed - Basil Gorgis - Ghanim Oraibi - Hassan Kamel Ahmed - Hibeeb Jaffer Okal - Hussain Saeed | - Ismael Mohammed Sharef - Karim Allawi - Laith Hussein Shahib - Mudhafar Jabbar Tawfik - Natik Hashim - Saad Kies Noaman - Samir Shakir Mahmood - Younis Abid Sadkhan |

Eredmények
Csoportkör
B csoport
| Csapat            | M | Gy | D | V | Rg | Kg | Gk  | P |
| ----------------- | - | -- | - | - | -- | -- | --- | - |
| Zambia (ZAM)      | 3 | 2  | 1 | 0 | 10 | 2  | +8  | 5 |
| Olaszország (ITA) | 3 | 2  | 0 | 1 | 7  | 6  | +1  | 4 |
| Irak (IRQ)        | 3 | 1  | 1 | 1 | 5  | 4  | +1  | 3 |
| Guatemala (GUA)   | 3 | 0  | 0 | 3 | 2  | 12 | –10 | 0 |

| 1988. szeptember 17. 19:00 (UTC+9) |

| Zambia (ZAM)               | 2–2               | Irak (IRQ)                     |
| -------------------------- | ----------------- | ------------------------------ |
| Nyirenda 44' K. Bwalya 66' | (1–1) Jegyzőkönyv | Radhi 36' (11-esből) Alahi 71' |

| Hanbat Stadium, Daejeon Nézőszám: 29 600 Játékvezető: Jesús Díaz (kolumbiai) |

| 1988. szeptember 19. 19:00 (UTC+9) |

| Irak (IRQ)                                  | 3–0               | Guatemala (GUA) |
| ------------------------------------------- | ----------------- | --------------- |
| Radhi 57' Taufek 67' Mazariegos 72' (öngól) | (0–0) Jegyzőkönyv |                 |

| Hanbat Stadium, Daejeon Nézőszám: 23 500 Játékvezető: Jean Fidele Diramba (gaboni) |

| 1988. szeptember 21. 17:00 (UTC+9) |

| Irak (IRQ) | 0–2               | Olaszország (ITA)        |
| ---------- | ----------------- | ------------------------ |
|            | (0–0) Jegyzőkönyv | Rizzitelli 59' Mauro 63' |

| Dongdaemun Stadium, Szöul Nézőszám: 13 000 Játékvezető: Hernán Silva (chilei) |

| Csapat     | Helyezés |
| ---------- | -------- |
| Irak (IRQ) | 9.       |

## Ökölvívás
| Versenyző               | Versenyszám | Selejtező                         | 32-es főtábla                 | Nyolcaddöntő                | Negyeddöntő       | Elődöntő          | Döntő             | Helyezés |
| Versenyző               | Versenyszám | Ellenfél Eredmény                 | Ellenfél Eredmény             | Ellenfél Eredmény           | Ellenfél Eredmény | Ellenfél Eredmény | Ellenfél Eredmény | Helyezés |
| ----------------------- | ----------- | --------------------------------- | ----------------------------- | --------------------------- | ----------------- | ----------------- | ----------------- | -------- |
| Sadoon Mohamed Aboub    | Papírsúly   | erőnyerő                          | Bounmy Thephavong (LAO) · RSC | Isaszegi Róbert (HUN) · RSC | kiesett           | kiesett           | kiesett           | 9.       |
| Amir Hussain            | Légsúly     | Gamal El-Din El-Koumy (EGY) · 1:4 | kiesett                       | kiesett                     | kiesett           | kiesett           | kiesett           | 33.      |
| Moustafa Mohammed Saleh | Harmatsúly  | John Lowey (IRL) · KO             | kiesett                       | kiesett                     | kiesett           | kiesett           | kiesett           | 33.      |

RSC – a mérkőzésvezető megállította a mérkőzést